# آمریکا ۲، تاماولیپاس
امریکا ۲، تاماولیپاس (به اسپانیایی: América II, Tamaulipas) یک منطقهٔ مسکونی در مکزیک است.

## خصوصیات
امریکا ۲ ۱۹۷ نفر جمعیت دارد و ۱۳۵ متر بالاتر از سطح دریا واقع شده‌است.